# Геккель, Александр Иванович
Александр Иванович Геккель (1845 — 1908) — русский военный инженер, генерал-майор, специалист по минно-взрывному делу.

## Биография
Родился в 1845 году. По окончании курса в 1864 году в 1-м военном Павловском училище произведён в прапорщики в 3-й сапёрный батальон, но вскоре был переведён в 1-й и потом прикомандирован к лейб-гвардии Сапёрному батальону, а по окончании курса Гальванического заведения был переведён в него.
В 1870 году подпоручик Геккель поступил в Военно-юридическую академию, которую и окончил. В 1875 году зачислен в постоянный состав Технического Гальванического заведения (впоследствии Электро-техническая часть Главного инженерного управления).
В чине капитана Геккель участвовал в русско-турецкой войне 1877—1878 гг., находился в отряде обложения Плевны, затем заведовал самодвижущимися минами на Дунае, устанавливал такие же мины на пароходах «Веста» и «Владимир», принимал деятельное участие по заграждению оборонительными минами рейда города Бургаса.
По возвращении в Санкт-Петербург полковник Геккель занялся разработкой вопроса о снабжении инженерных войск и кавалерии пироксилином. С этим взрывчатым веществом он произвёл обширные опыты, для чего был командирован в Финляндию, на Кавказ и в другие места, где имелись соответствующие постройки. С этого же времени Геккель читал лекции по взрывчатым веществам и их применению в офицерском классе при управлении электротехнической частью инженерного ведомства, впоследствии — в Военно-электротехнической школе, состоя в распоряжении главного инженерного управления.
С 1893 года Александр Иванович жил в доходном доме княгини С. Д. Куракиной на Пушкинской улице в Санкт-Петербурге (дом № 12).

## Военно-литературные труды
Из военно-литературных трудов Геккеля наиболее распространением пользовалась его книга: «Порча и разрушение конно-саперами железнодорожных сообщений, телеграфов, мостов и полевых орудий». Кроме того, им написаны книги: «Подрывные патроны и их применение», «Фабричный способ изготовления нитроглицерина», «Динамит», «Краткие сведения о взрывчатых веществах», «Подрывное дело. Руководство для нижних чинов», «Библиографический указатель по взрывчатым веществам с 1529 по 1882 г.» и прочие; им же был составлен альбом «Трофеи войн 1812—14 гг.», изданный после его смерти.